# Ислейв Гицурарсон
Ислейв Гицурарсон (др.-сканд. Ísleifr Gizurarson, исл. Ísleifur Gissurarson; 1006 — 5 июля 1080, Скаульхольт, Сюдюрланд) — исландский священник, епископ Скаульхольтский с 1056 года, стал первым епископом Исландии после принятия христианства.
Его родителями были Гицур Белый (Gizur hvíti), сын Тейта (Гиссюр Тейтссон, Gissur Teitsson) из рода Мосфеллингов и Тоурдис, дочь Тородда Мудрого (Þórdís Þóroddsdóttir). Гицур Белый сыграл важную роль в установлении христианства в Исландии.
В юности обучался в монастырской школе в Херфорде в Вестфалии.
Вернулся в Исландию в сане священника и долгое время служил в построенной отцом церкви в Скаульхольте.
Согласно истории Скаульхольтских епископов «Пробуждающая голод» (ок. 1210) Ислейв в возрасте 50 лет был избран «всем народом Исландии» епископом и отправился на материк за посвящением. Посетил императора Генриха III и Папу Римского Виктора II. Назначен епископом Исландии в мае 1056 года через рукоположение Адальберта Гамбургского, архиепископа Гамбурга и Бремена. Согласно сборнику «Пробуждающая голод» Ислейв рукоположен Адальбертом по благословению Папы Римского Льва IX. Ислейв был рукоположен во епископа первым из исландцев.
По возвращении в Исландию продолжил жить в своём родовом имении в Скаульхольте и создал там школу, где обучал мальчиков, в том числе сыновей влиятельных исландцев. Двое его учеников стали епископами. Одним из его учеников был Йоун Эгмюндарсон, позднее ставший первым епископом в Хоуларе.
Ислейвур был епископом 24 года, вплоть до своей смерти. Он был женат на Далле дочери Торвальда и имел от этого брака трёх сыновей: Торвальда, Тейта и Гицура (1042—1118), который стал епископом в 1082 году, после смерти отца.
Рассказ о Ислейве Гицурарсоне и его сыне Гицуре Ислейвссоне в сборнике «Пробуждающая голод» относится к наиболее ранним сагам о епископах.